# Thomas Nashe
Thomas Nashe, född 1567, död 1601, var en engelsk satiriker.
Nashe livnärde sig i London med pamflettskriveri och omarbetning av skådespel. Hans humor, glänsande stil och flinka uppfattning av det löjliga och förvända gjorde honom till en fruktad belackare. 
Av hans arbeten må nämnas: Anatomy of absurditie (1589), Pasquil’s apology (1590), Pierce pennilesse, his supplication to the devill (1592) och det satiriska maskspelet Summer’s last will and testament (1592, utgivet 1600). 
Som hans mest betydande arbete betraktas dock i allmänhet äventyrarromanen The unfortunate traveller, or the life of Jack Wilton (1594). Den är den första engelska skälm- eller pikareskromanen och redan i denna egenskap av stort litteraturhistoriskt intresse.